# Logarithmisch-lineares Modell
Logarithmisch-lineare Modelle, kurz Log-lineare Modelle gehören zu den multivariaten Verfahren, die besonders in der Statistik Anwendung finden. Mit log-linearen Modellen werden nominalskalierte Daten analysiert. Durch eine logarithmische Transformation kann man bei der Analyse mehrdimensionaler Häufigkeitstabellen das Problem meist anschaulicher darstellen, etwa in dem Sinn, dass Haupteffekte und Interaktionen einer mehrdimensionalen Häufigkeitstabelle sich linear zusammensetzen lassen.
Man unterscheidet verschiedene log-lineare Verfahren:
- Als generelle log-lineare Modelle bezeichnet man Verfahren, die ungerichtete Zusammenhänge zwischen nominalskalierten Daten untersuchen.
- Logit-Modelle untersuchen den gerichteten Zusammenhang zwischen einer abhängigen nominalskalierten Variablen und anderen unabhängigen Variablen.

Log-lineare Modelle bieten die Möglichkeit der sogenannten saturierten und nichtsaturierten Datenanalyse.